# Rebekah Del Rio
Pour les articles homonymes, voir Del Rio.
Rebekah Del Rio, née le 10 juillet 1967 et morte le 23 juin 2025, est une chanteuse et compositrice américaine originaire de Chula Vista (Californie). Elle a une gamme vocale de trois octaves.

## Biographie

### Carrière
Le San Diego Union-Tribune la classe parmi les 10 meilleurs chanteurs de San Diego. Elle déménage à Los Angeles en 1989 pour poursuivre sa carrière. Après avoir enregistré la chanson Llorando, une version en espagnol de Crying de Roy Orbison, elle part pour Nashville en 1994 où elle signe avec le label Giant Records, et enregistre son premier album, « Nobody's Angel ». La chanson titre sort sur un album de compilation et arrive en deuxième place des singles charts aux Pays-Bas.
On l'entend sur de nombreuses bandes sonores, notamment Sin City, Streets of Legend, Man on Fire et Mia Sarah.
Elle fait une apparition dans le film Mulholland Drive de David Lynch en 2001, en chantant Llorando a cappella. On la voit également dans Rabbits, série du même réalisateur.
Dans le film Southland Tales de Richard Kelly, elle interprète la chanson No Stars, écrite en collaboration avec David Lynch et John Neff, à la fin de l'épisode 10 de Twin Peaks: The Return, accompagnée par Moby à la guitare, ainsi que The Star-Spangled Banner à la fin du même film.

### Mulholland Drive
David Lynch crée la scène du film Mulholland Drive où Rebekah Del Rio chante au Club Silencio après l'avoir entendue chanter Llorando en studio, sur la suggestion de l'agent Brian Loucks. David Lynch l'invite ensuite à jouer dans le film, qualifiant l'événement d'« heureux accident »,.
L'interprétation de la chanson inspire la création et le développement de la scène elle-même. Dans son livre The Impossible David Lynch, l'écrivain Todd McGowan qualifie la performance de Del Rio de « voix comme objet impossible ». Dans la scène de la boîte de nuit, elle est présentée comme La « Llorona de Los Ángeles » (la Pleureuse de Los Angeles), qui chante dans une stupeur dépressive jusqu'à s'évanouir sur scène alors que la chanson continue à être chantée. La critique de cinéma Zina Giannopoulou assimile la performance vocale et la mort symbolique de la chanteuse à la relation entre les deux personnages féminins, Diane/Betty et Rita/Camilla. Philippe Garnier dans Libération estime pour sa part que la séquence du chant est « le pic émotionnel du film ».
Llorando figure à la fin du 57e épisode (13e épisode de la saison 3 ) de Prison Break, The Art of the Deal.

### Mort
Rebekah Del Rio est « retrouvée sans vie à son domicile de Los Angeles, lundi 23 juin », à l’âge de 57 ans.

## Discographie
- Nobody's Angel (1994)
- Mulholland Drive Soundtrack - Llorando (2001)
- All My Life/Toda Mi Vida (2003)
- Southland Tales Soundtrack - No Stars, The Star-Spangled Banner (2008)
- Love Hurts Love Heals (2011)
- Wicked Game - Llorando Duet with Il Divo (2011)